# Лерх, Матиаш
Матиаш Лерх (чеш. Matyáš Lerch или Mathias Lerch, 20 февраля 1860, Милинов — 3 августа 1922, Сушице) — чешский математик, известный своими работами по математическому анализу и теории чисел. В его честь названа функция Лерха, являющаяся одним из обобщений дзета-функции Гурвица.

## Биография
Матиаш Лерх учился в Праге на чешском отделении Карлова университета, а затем в 1884—1885 годах в Берлинском университете, где его учителями были такие известные математики как Карл Вейерштрасс, Леопольд Кронекер и  Лазарь Иммануэль Фукс.
С 1886 года в качестве приват-доцента он начал преподавать в Чешском политехническом институте в Праге. В 1896 году он получил должность профессора кафедры Фрибурского университета в Швейцарии. В 1906 году он вернулся в Чехию и был назначен профессором математики в Чешском политехническом институте в Брно, а в 1920 году он стал первым профессором математики в открывшемся незадолго до этого Масариковом университете в Брно.

## Научная деятельность
Лерх написал 238 научных работ, 118 из которых были написаны на чешском языке. Около 150 работ посвящены математическому анализу, в частности, исследованию гамма-функции и других специальных функций. Около 40 работ посвящены теории чисел, есть также работы по геометрии и численным методам.
Его именем названа трансцендентная функция Лерха, определяемая через ряд
{\displaystyle \Phi (z,s,\alpha )=\sum _{j=0}^{\infty }{\frac {z^{j}}{(\alpha +j)^{s}}}\;,}
а также связанная с ней дзета-функция Лерха
{\displaystyle L(\lambda ,\alpha ,s)=\Phi (\exp(2\pi {\rm {i}}\lambda ),s,\alpha )}, являющаяся одним из обобщений дзета-функции Гурвица.
В 1900 году он получил престижную премию (Grand Prix) Французской академии наук за исследования в области теории чисел.